# Енгерсгау
Енгерсгау на немски: Engersgau) е средновековно франкско гауграфство на Среден Рейн в Рейнланд-Пфалц, Германия и е споменат за пръв път през 733 г. в Лоршкия кодекс.
Енгерсгау граничи на север с рипуарските територии Аргау и Ауелгау на река Зиг. Реките Лан и Рейн обкръжават гауграфството на юг и запад.
Гауграфовете се наричат от 1129 г. „графове фон Вид“. Енгерсгау отива с малки части в тяхното графство, а голямата част става
собственост на Курфюрство Трир.

## Гауграфове в Енгерсгау
- Хериберт фон Ветерау († 992), 976 г. граф в Енгерсгау, Кинциггау и Ветерау и граф на Глайберг, от фамилията на Конрадините
- Ото фон Хамерщайн († 1036), негов син, от 1016 г. граф във Ветерау и от 1019 г. в Енгерсгау
- Вигер фон Насау (* ок. 968 – 1054), негов племенник, 1034 – 1044 граф в Енгерсгау
- Арнолд фон Насау (* ок. 1022), негов син, сл. 1044 граф в Енгерсгау[3]
- Метфрид († 1145), от ок. 1084 г. граф в Енгерсгау и граф на Вид (1129 – 1145)